# Сірай Ріо
Сірай Ріо (10 вересня 1999) — японська плавчиня.
Учасниця Олімпійських Ігор 2020 року.
Переможниця Азійських ігор 2018 року.